# Григориј Чернишов
Григориј Чернишов (1672-1745) је био руски генерал.

## Биографија
Чернишов је 1695. године учествовао у Азовском походу цара Петра I Великог. У Северном рату (1700-1721), Чернишов је одбио жестоке нападе Швеђана на тврђаву Ахтирку. Учествовао је у бици код Полтаве и у походима Руса на Финску.